# L.B.
Lucien Borel war ein französischer Hersteller von Automobilen.

## Unternehmensgeschichte
Das Unternehmen aus Villefranche-de-Lauragais begann 1925 mit der Produktion von Automobilen. Der Markenname lautete LB. Im gleichen Jahr endete die Produktion bereits wieder. Insgesamt entstanden nur wenige Fahrzeuge.

## Fahrzeuge
Das einzige Modell war ein Cyclecar. Es hatte einen zugekauften Zweizylindermotor und Frontantrieb.